# چیزکیک فکتوری
چیسکیک فکتوری (انگلیسی: The Cheesecake Factory) شرکت رستوران‌های زنجیره‌ای آمریکایی است، که در سال ۱۹۷۲ تأسیس شد.